# Eleições europeias de 2014 em Almada

## Resultados Oficiais
| Partido                 | Partido                               | Votos   | %               | +/-  |
| ----------------------- | ------------------------------------- | ------- | --------------- | ---- |
|                         | Partido Socialista                    | 16 313  | 29,34 / 100,00  | 3,60 |
|                         | Coligação Democrática Unitária        | 14 393  | 25,89 / 100,00  | 3,50 |
|                         | Aliança Portugal                      | 8 635   | 15,53 / 100,00  | 9,47 |
|                         | Partido da Terra                      | 3 574   | 6,43 / 100,00   | 5,83 |
|                         | Bloco de Esquerda                     | 3 477   | 6,25 / 100,00   | 8,38 |
|                         | LIVRE                                 | 1 628   | 2,93 / 100,00   | Novo |
|                         | Partido pelos Animais e pela Natureza | 1 406   | 2,53 / 100,00   | Novo |
|                         | PCTP/MRPP                             | 1 040   | 1,87 / 100,00   | 0,56 |
|                         | Outros                                | 1 467   | 2,64 / 100,00   |      |
| Votos Inválidos         | Votos Inválidos                       | 3 662   | 6,59 / 100,00   | 0,11 |
| Total                   | Total                                 | 55 595  | 100,00 / 100,00 |      |
| Eleitorado/Participação | Eleitorado/Participação               | 149 225 | 37,26 / 100,00  | 2,19 |

## Resultados por Freguesia
Os resultados seguintes referem-se aos partidos que obtiveram mais de 1,00% dos votos:
| Freguesia                                  | %     | %     | %     | %    | %    | %    | %    | %    | Votantes |
| Freguesia                                  | PS    | CDU   | AP    | MPT  | BE   | L    | PAN  | PCTP | Votantes |
| ------------------------------------------ | ----- | ----- | ----- | ---- | ---- | ---- | ---- | ---- | -------- |
| Almada, Cova da Piedade, Pragal e Cacilhas | 29,34 | 27,86 | 15,33 | 6,19 | 6,41 | 3,19 | 2,24 | 1,63 | 18 949   |
| Caparica e Trafaria                        | 30,63 | 29,22 | 12,03 | 5,92 | 6,17 | 1,86 | 2,45 | 2,49 | 7 150    |
| Charneca de Caparica e Sobreda             | 27,06 | 21,83 | 19,02 | 6,84 | 5,96 | 3,47 | 2,96 | 1,70 | 13 269   |
| Costa de Caparica                          | 29,81 | 15,83 | 22,75 | 7,48 | 6,34 | 3,27 | 3,04 | 1,67 | 3 942    |
| Laranjeiro e Feijó                         | 30,91 | 28,53 | 11,80 | 6,31 | 6,36 | 2,45 | 2,39 | 2,13 | 12 285   |
| Almada                                     | 29,34 | 25,89 | 15,53 | 6,43 | 6,25 | 2,93 | 2,53 | 1,87 | 55 595   |

#### Almada, Cova da Piedade, Pragal e Cacilhas
| Partido                 | Partido                               | Votos  | %               |
| ----------------------- | ------------------------------------- | ------ | --------------- |
|                         | Partido Socialista                    | 5 560  | 29,34 / 100,00  |
|                         | Coligação Democrática Unitária        | 5 279  | 27,86 / 100,00  |
|                         | Aliança Portugal                      | 2 904  | 15,33 / 100,00  |
|                         | Bloco de Esquerda                     | 1 214  | 6,41 / 100,00   |
|                         | Partido da Terra                      | 1 173  | 6,19 / 100,00   |
|                         | LIVRE                                 | 605    | 3,19 / 100,00   |
|                         | Partido pelos Animais e pela Natureza | 425    | 2,24 / 100,00   |
|                         | PCTP/MRPP                             | 308    | 1,63 / 100,00   |
|                         | Outros                                | 384    | 2,02 / 100,00   |
| Votos Inválidos         | Votos Inválidos                       | 1 097  | 5,79 / 100,00   |
| Total                   | Total                                 | 18 949 | 100,00 / 100,00 |
| Eleitorado/Participação | Eleitorado/Participação               | 46 591 | 40,67 / 100,00  |

#### Caparica e Trafaria
| Partido                 | Partido                               | Votos  | %               |
| ----------------------- | ------------------------------------- | ------ | --------------- |
|                         | Partido Socialista                    | 2 190  | 30,63 / 100,00  |
|                         | Coligação Democrática Unitária        | 2 089  | 29,22 / 100,00  |
|                         | Aliança Portugal                      | 860    | 12,03 / 100,00  |
|                         | Bloco de Esquerda                     | 441    | 6,17 / 100,00   |
|                         | Partido da Terra                      | 423    | 5,92 / 100,00   |
|                         | PCTP/MRPP                             | 178    | 2,49 / 100,00   |
|                         | Partido pelos Animais e pela Natureza | 175    | 2,45 / 100,00   |
|                         | LIVRE                                 | 133    | 1,86 / 100,00   |
|                         | Outros                                | 217    | 3,04 / 100,00   |
| Votos Inválidos         | Votos Inválidos                       | 444    | 6,21 / 100,00   |
| Total                   | Total                                 | 7 150  | 100,00 / 100,00 |
| Eleitorado/Participação | Eleitorado/Participação               | 21 887 | 32,67 / 100,00  |

#### Charneca de Caparica e Sobreda
| Partido                 | Partido                               | Votos  | %               |
| ----------------------- | ------------------------------------- | ------ | --------------- |
|                         | Partido Socialista                    | 3 591  | 27,06 / 100,00  |
|                         | Coligação Democrática Unitária        | 2 896  | 21,83 / 100,00  |
|                         | Aliança Portugal                      | 2 524  | 19,02 / 100,00  |
|                         | Partido da Terra                      | 908    | 6,84 / 100,00   |
|                         | Bloco de Esquerda                     | 791    | 5,96 / 100,00   |
|                         | LIVRE                                 | 460    | 3,47 / 100,00   |
|                         | Partido pelos Animais e pela Natureza | 393    | 2,96 / 100,00   |
|                         | PCTP/MRPP                             | 226    | 1,70 / 100,00   |
|                         | Outros                                | 411    | 3,17 / 100,00   |
| Votos Inválidos         | Votos Inválidos                       | 1 059  | 7,98 / 100,00   |
| Total                   | Total                                 | 13 269 | 100,00 / 100,00 |
| Eleitorado/Participação | Eleitorado/Participação               | 35 224 | 37,67 / 100,00  |

#### Costa da Caparica
| Partido                 | Partido                               | Votos  | %               | +/-   |
| ----------------------- | ------------------------------------- | ------ | --------------- | ----- |
|                         | Partido Socialista                    | 1 175  | 29,81 / 100,00  | 5,38  |
|                         | Aliança Portugal                      | 897    | 22,75 / 100,00  | 12,48 |
|                         | Coligação Democrática Unitária        | 624    | 15,83 / 100,00  | 1,61  |
|                         | Partido da Terra                      | 295    | 7,48 / 100,00   | 6,97  |
|                         | Bloco de Esquerda                     | 250    | 6,34 / 100,00   | 8,47  |
|                         | LIVRE                                 | 129    | 3,27 / 100,00   | Novo  |
|                         | Partido pelos Animais e pela Natureza | 120    | 3,04 / 100,00   | Novo  |
|                         | PCTP/MRPP                             | 66     | 1,67 / 100,00   | 0,67  |
|                         | Outros                                | 122    | 3,09 / 100,00   |       |
| Votos Inválidos         | Votos Inválidos                       | 264    | 6,70 / 100,00   | 1,18  |
| Total                   | Total                                 | 3 942  | 100,00 / 100,00 |       |
| Eleitorado/Participação | Eleitorado/Participação               | 11 353 | 34,72 / 100,00  | 2,87  |

#### Laranjeiro e Feijó
| Partido                 | Partido                               | Votos  | %               |
| ----------------------- | ------------------------------------- | ------ | --------------- |
|                         | Partido Socialista                    | 3 797  | 30,91 / 100,00  |
|                         | Coligação Democrática Unitária        | 3 505  | 28,53 / 100,00  |
|                         | Aliança Portugal                      | 1 450  | 11,80 / 100,00  |
|                         | Bloco de Esquerda                     | 781    | 6,36 / 100,00   |
|                         | Partido da Terra                      | 775    | 6,31 / 100,00   |
|                         | LIVRE                                 | 301    | 2,45 / 100,00   |
|                         | Partido pelos Animais e pela Natureza | 293    | 2,39 / 100,00   |
|                         | PCTP/MRPP                             | 262    | 2,13 / 100,00   |
|                         | Outros                                | 323    | 2,62 / 100,00   |
| Votos Inválidos         | Votos Inválidos                       | 798    | 6,50 / 100,00   |
| Total                   | Total                                 | 12 285 | 100,00 / 100,00 |
| Eleitorado/Participação | Eleitorado/Participação               | 34 170 | 35,95 / 100,00  |